# Trolleybus van Kaiserslautern
De trolleybus van Kaiserslautern bediende van 1949 tot 1985 de in de Duitse deelstaat Rijnland-Palts gelegen stad Kaiserslautern. Uitbater was de Stadtwerke Kaiserlautern - Verkehrsbetriebe (SWK).

## Voorgeschiedenis
In 1916 deed de tram zijn intrede in Kaiserslautern als eerste vorm van openbaar vervoer en dat op drie lijnen. Op 1 juli 1935 verving de stad de tram van Kaiserslautern door een net van vijf autobuslijnen. In de jaren na de Tweede Wereldoorlog steeg de behoefte aan vervoer in die mate dat de dieselbus niet langer voldeed. De elektrische trolleybus - ook met aanhangwagens - zou leiden tot een efficiënter openbaar vervoer op de Oost-West-hoofdas. Daarmee wou men openbaar vervoer aanbieden dat beter zou voldoen aan de vereisten van een stad van de grootte-orde van Kaiserlautern die op dat ogenblik circa 60 000 inwoners telde.

## Geschiedenis
Op 29 oktober 1949 opende de Stadtwerke Kaiserslautern de 7,5 kilometer lange trolleybuslijn 1. Als transversale lijn bediende deze de hoofdas van het openbaar vervoer in Kaiserslautern. De lijn voer van het stadsdeel Vogelweh via het stadscentrum naar de 23e Kazerne in het oosten van de stad. Aan het eindpunt werd een kruisingsvrije keerlus aangelegd. In het volgende jaar kon de lijn met 2,5 kilometer worden verlengd tot aan de Pantserkazerne aan de oostelijke stadsrand. In 1970 werd het net nog vervolledigd met een 600 meter lange zijtak van de 23e Kazerne naar Warmfreibad. Deze werd bediend onder lijnnummer 3 maar later eveneens als lijn 1. Met inbegrip van de 500 meter dienstverbinding van en naar de stelplaats bereikte de trolleybus een totale netlengte van 11,1 kilometer. De stelplaats van de trolleybus bevond zich ten oosten van het traject aan de Stiftswaldstraße en diende eveneens als autobusstelplaats. De site is thans nog steeds in gebruik als busstelplaats.

## Neergang
Na meer dan drie decennia waren de trolleybusinfrastructuur en de voertuigen aan een grondige vernieuwing toe maar de stad toonde maar weinig interesse in het verderzetten van een trolleybusexploitatie. Bijzonder problematisch bleek het verouderde en onderhoudsintensieve voertuigenpark. Bovendien was het park zeer gevarieerd wat het voorraadbeheer van de reserve-onderdelen bemoeilijkte. Daarbij kwam nog dat door een gebrek aan vraag, er op dat ogenblik geen trolleybussen standaard op de Duitse markt beschikbaar waren. Voor de vervanging van de vloot had men dus nieuwe trolleybussen moeten invoeren vanuit het buitenland. Daardoor zou een met het buspark gemeenschappelijk gevoerd beheer van onderdelen en voorraad dus evenmin onmogelijk geweest zijn.
Eveneens ongunstig voor de trolleybus was de verplichte overstap voor de reizigers van en naar Einsiedlerhof en Hohenecken. Daarom werden in de tweede helft van de jaren 1970 proeven gedaan met duobussen die op de deeltrajecten tussen Vogelweh en Einsiedlerhof (circa zes kilometer), respectievelijk Vogelweh - Hohenecken (circa vier kilometer) op diesel en dus zonder bovenleiding zouden rijden. Het allereerste prototype van de duobus van Mercedes-Benz werd een dag getest in Kaiserslautern. Het voertuig van het type OE 302 was uitgerust voor exploitatie onder bovenleiding of met een batterij en werd tussen 1975 en 1978 uitvoerig getest bij het trolleybusbedrijf van Esslingen am Neckar. In Kaiserslautern werd echter niet voortgegaan met dit concept. In het begin van de jaren 1980 begon de terugweg van de trolleybus in Kaiserlautern en vanaf dan werd het weekendverkeer al volledig door dieselbussen afgehandeld.

## Opheffing
Op 25 november 1985 besliste de gemeenteraad met 28 stemmen van de SPD en Grünen tegen 24 stemmen van de CDU tot opheffing van de trolleybus. Reden voor de afschaffing waren vooral de hogere kosten van de elektrische exploitatie maar ook de meer geavanceerde dieseltechnologie en de grotere flexibiliteit van de dieselbussen.
Al op dezelfde dag dat de gemeenteraad tot opheffing van het trolleybusbedrijf besliste, werden de oudere voertuigen uit dienst genomen. Maar voordien werden ook de nieuwere voertuigen al niet meer onderhouden en in de laatste maanden van de trolleybusexploitatie konden op weekdagen niet alle negen diensten op lijn 1 met trolleybussen worden gereden. Ontbrekende trolleybussen werden voortijdig vervangen door dieselbussen. Zaterdag 30 november 1985 was de laatste exploitatiedag waarna de bovenleiding werd uitgeschakeld en sindsdien enkel nog dieselbussen dienst deden. In het begin van de omschakeling werden ook bussen geleend uit andere steden. Door de zeer korte tussentijd tussen de beslissing en de effectieve stillegging waren er immers onvoldoende dieselbussen ter beschikking.
In vergelijking met andere West-Duitse netten, kon de trolleybus van Kaiserslautern zich relatief lang handhaven. Naast de nog steeds bestaande trolleybusnetten van Esslingen am Neckar en Solingen, was Kaiserslautern van de meer dan zestig gelijktijdig bestaande exploitaties, het derde laatste klassieke trolleybusbedrijf in de voormalige Bondsrepubliek Duitsland. Daarnaast bestond er tussen 1983 en 1995 nog een duobus-exploitatie in Essen.

### Overblijfselen
In enkele straten en vooral in de Pariser Straße en Berliner Straße en in de omgeving van de Gartenschau (parktentoonstelling) zijn tegenwoordig nog enkele bovenleidingsmasten aanwezig die hergebruikt worden voor het bevestigen van de straatverlichting.

## Voertuigen

### Aankopen in de loop der jaren
In het midden van de jaren 1950 beschikte het bedrijf over elf trolleybussen van verschillende fabrikanten en negen aanhangwagens van Kässbohrer Fahrzeugwerke. Gezien het gebruik van aanhangwagens vanaf 1 juli 1960 verboden werd door de Straßenverkehrs-Zulassungs-Ordnung (StVZO, verordening over de in het verkeer toegelaten voertuigen), kocht de Stadtwerke in 1962 voor het eerst een gelede bus van het type Henschel 160 OSL-G. Dit voertuig werd als nieuw standaardtype voorzien maar Henschel stopte in 1963 plotseling met de bouw van trolleybussen zodat verdere aankoop van dit type niet langer mogelijk was. Het bedrijf kocht dan maar tweedehandsvoertuigen van de opgeheven bedrijven in Gießen (1968), Trier (1970), Bonn (1971), Offenbach am Main (1973) en Aken (1974).
Daarna volgden in 1974 nog twee fabrieksnieuwe gelede bussen van het type MAN SG 192. Zij waren de eerste trolleybussen die helemaal gebaseerd waren op standaardbussen.
Gezien er op dat ogenblik in Duitsland geen serieproductie meer was van trolleybussen, besliste men op het einde van de jaren 1970 tot een noodoplossing. In 1978 ging men in de werkplaats van de Stadtwerke Kaiserslautern over tot de bouw van een eigen trolleybus O-135 die gebaseerd was op de in 1970 aangekochte conventionele autobus (nummer 65) van het type Mercedes-Benz O 305. Dit voertuig zag het daglicht nog voor Mercedes-Benz zelf vanaf 1979 startte met de bouw van trolleybussen op basis van standaardbussen. Het bleef echter bij die ene ombouw.
Als dienstvoertuig was er enerzijds een bovenleidingswagen (nummer 310, type S3500, bouwjaar 1955, chassisnummer 190306/14) van Magirus-Deutz die diende om werken uit te voeren aan de bovenleiding. Anderzijds beschikte het bedrijf ook over een modernere Magirus-Deutz-vrachtwagen die als ontijzelingsvoertuig werd ingezet (en daartoe voorzien was van stroomafnemers) of anders ook dienst deed als takelwagen voor defecte trolleybussen.
In onderstaande tabel zijn alle trolleybussen (zonder de aanhangwagens) opgesomd die ooit in Kaiserslautern ter beschikking stonden. De nog bestaande trolleybussen zijn grijs gearceerd.
| Nr. | Fabrikant             | Elektrische uitrusting | Bouwjaar | Type           | Soort     | Opmerkingen |
| --- | --------------------- | ---------------------- | -------- | -------------- | --------- | --- |
| 101 | Daimler-Benz          | SSW                    | 1948     | O 5000 O       | Standaard | Uit dienst op 17 november 1969, thans museumvoertuig van de Stadtwerke Kaiserslautern                                           |
| 102 | Daimler-Benz          | SSW                    | 1949     | O 5000 O       | Standaard | |
| 103 | MAN                   | SSW                    | 1949     | MKE 1          | Standaard | |
| 104 | MAN                   | SSW                    | 1949     | MKE 1          | Standaard | |
| 105 | MAN                   | SSW                    | 1951     | MKE 1          | Standaard | |
| 106 | MAN / Kässbohrer      | SSW                    | 1951     | MKE 2          | Standaard | |
| 107 | Daimler-Benz          | SSW                    | 1953     | O 6600 T       | Standaard | In 1980 naar het Hannovers Trammuseum (HSM)                                                                                     |
| 108 | Henschel / Uerdingen  | Kiepe                  | 1953     | ÜHIIIs         | Standaard | |
| 109 | MAN / Rathgeber       | SSW                    | 1953     | HEC 1          | Standaard | |
| 110 | Henschel / Uerdingen  | Kiepe                  | 1955     | ÜHIIIs         | Standaard | Eerst naar HSM, later verschroot                                                                                                |
| 111 | Henschel / Uerdingen  | SSW                    | 1956     | ÜHIIIs         | Standaard | In 1977 naar HSM |
| 112 | Henschel / Kässbohrer | SSW                    | 1959     | 562e           | Geleed    | |
| 113 | Henschel / Kässbohrer | Kiepe                  | 1961     | 562e           | Geleed    | |
| 114 | Henschel / Kässbohrer | Kiepe                  | 1961     | 562e           | Geleed    | |
| 115 | Henschel              | Kiepe                  | 1962     | HS 160 OSL-G   | Geleed    | In 1985 verschroot |
| 116 | Büssing / Emmelmann   | SSW                    | 1964     | Präsident      | Geleed    | Eerst voorbehouden als museumbus maar in 1998 verkocht aan een schroothandelaar                                                 |
| 117 | Büssing / Emmelmann   | SSW                    | 1964     | Präsident      | Geleed    | |
| 118 | Büssing / Emmelmann   | SSW                    | 1966     | Präsident      | Geleed    | Eerst naar HSM, later verschroot                                                                                                |
| 119 | Büssing / Emmelmann   | SSW                    | 1966     | Präsident      | Geleed    | |
| 120 | Büssing / Emmelmann   | SSW                    | 1963     | Präsident      | Geleed    | In 1968 uit Gießen (ex 25), in 1985 of 1986 naar HSM                                                                            |
| 121 | Büssing / Emmelmann   | SSW                    | 1963     | Präsident      | Geleed    | In 1968 uit Gießen (ex 26), in 1986 naar trolleybus van Kapfenberg, aldaar verschroot als onderdelenbank                        |
| 122 | MAN / Vetter          | Kiepe                  | 1974     | SG 192         | Geleed    | |
| 123 | MAN / Vetter          | Kiepe                  | 1974     | SG 192         | Geleed    | |
| 124 | MAN / Kässbohrer      | Kiepe                  | 1959     | 610 FEC 1      | Geleed    | In 1972 overgenomen uit Trier (ex 22), uit dienst in 1976                                                                       |
| 125 | MAN / Kässbohrer      | Kiepe                  | 1959     | 610 FEC 1      | Geleed    | In 1972 overgenomen uit Trier (ex 23; ex 25 – diende als onderdelenbank voor de voertuigen 124 en 125), uit dienst in 1976      |
| 126 | Büssing / Ludewig     | Kiepe                  | 1963     | Präsident 14 R | Standaard | In 1973 overgenomen uit Offenbach (ex 55), in 1985 terug naar Offenbach, thans in het Verkeersmuseum van Frankfurt am Main      |
| 127 | Büssing / Ludewig     | Kiepe                  | 1964     | Präsident 14 R | Standaard | In 1973 overgenomen uit Offenbach (ex 56), in 1985 verschroot                                                                   |
| 128 | Büssing / Uerdingen   | Kiepe                  | 1958     | ÜB IV s        | Standaard | In 1973 overgenomen uit Offenbach (ex 68)                                                                                       |
| 129 | Büssing / Vetter      | Kiepe                  | 1963     | Senator 13 R   | Geleed    | In 1973 overgenomen uit Offenbach (ex ?)                                                                                        |
| 130 | Büssing / Vetter      | Kiepe                  | 1963     | Senator 13 R   | Geleed    | In 1973 overgenomen uit Offenbach (ex ?)                                                                                        |
| 131 | Büssing / Vetter      | Kiepe                  | 1964     | Senator 13 R   | Geleed    | In 1973 overgenomen uit Offenbach (ex ?)                                                                                        |
| 132 | Henschel              | Kiepe                  | 1961     | HS 160 OSL-G   | Geleed    | In 1974 overgenomen uit Aken (ex 35), in 1968 uit Siegen (ex 67)                                                                |
| 133 | Henschel              | Kiepe                  | 1961     | HS 160 OSL-G   | Geleed    | In 1974 overgenomen uit Aken (ex 36), in 1968 uit Siegen (ex 68)                                                                |
| 134 | Henschel              | Kiepe                  | 1961     | HS 160 OSL-G   | Geleed    | In 1974 overgenomen uit Aken (ex 37), in 1968 uit Siegen (ex 69)                                                                |
| 135 | Daimler-Benz          | Kiepe                  | 1970     | O 305 T        | Standaard | In 1978 in eigen werkplaats omgebouwd tot trolleybus, in 1985 naar het East Anglia Transport Museum                             |
| 136 | Daimler-Benz          | BBC-Sécheron           | 1982     | O 305 GT       | Geleed    | In april 1986 naar trolleybus van Bazel (nieuw 921), in februari 2000 naar Brașov (921), uit dienst in 2003, in 2005 verschroot |
| 137 | Daimler-Benz          | BBC-Sécheron           | 1983     | O 305 GT       | Geleed    | In april 1986 naar trolleybus van Bazel (nieuw 922), in februari 2000 naar Brașov (922), uit dienst in november 2009            |

In 1970 liet het trolleybusbedrijf van Bonn de trolleybussen met de nummers 221 en 222 over aan Kaiserslautern. Beide voertuigen van het type ÜHIIIs dienden als onderdelenbank voor de gelijksoortige voertuigen 108, 110 en 111.

### Verblijf van de voertuigen

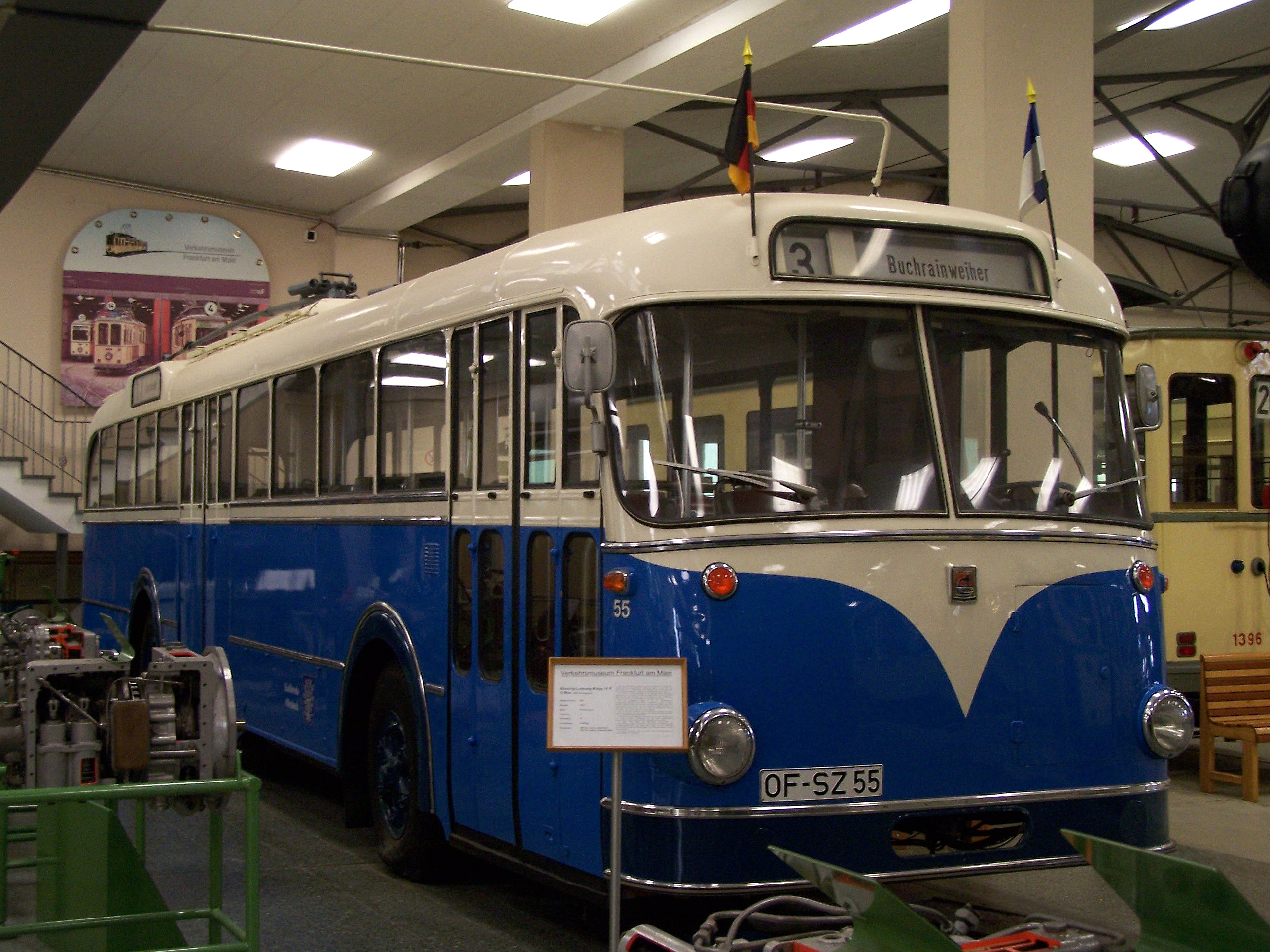
Voormalige trolleybus 126 (ex Offenbach 55) in het Verkeersmuseum van Frankfurt am Main

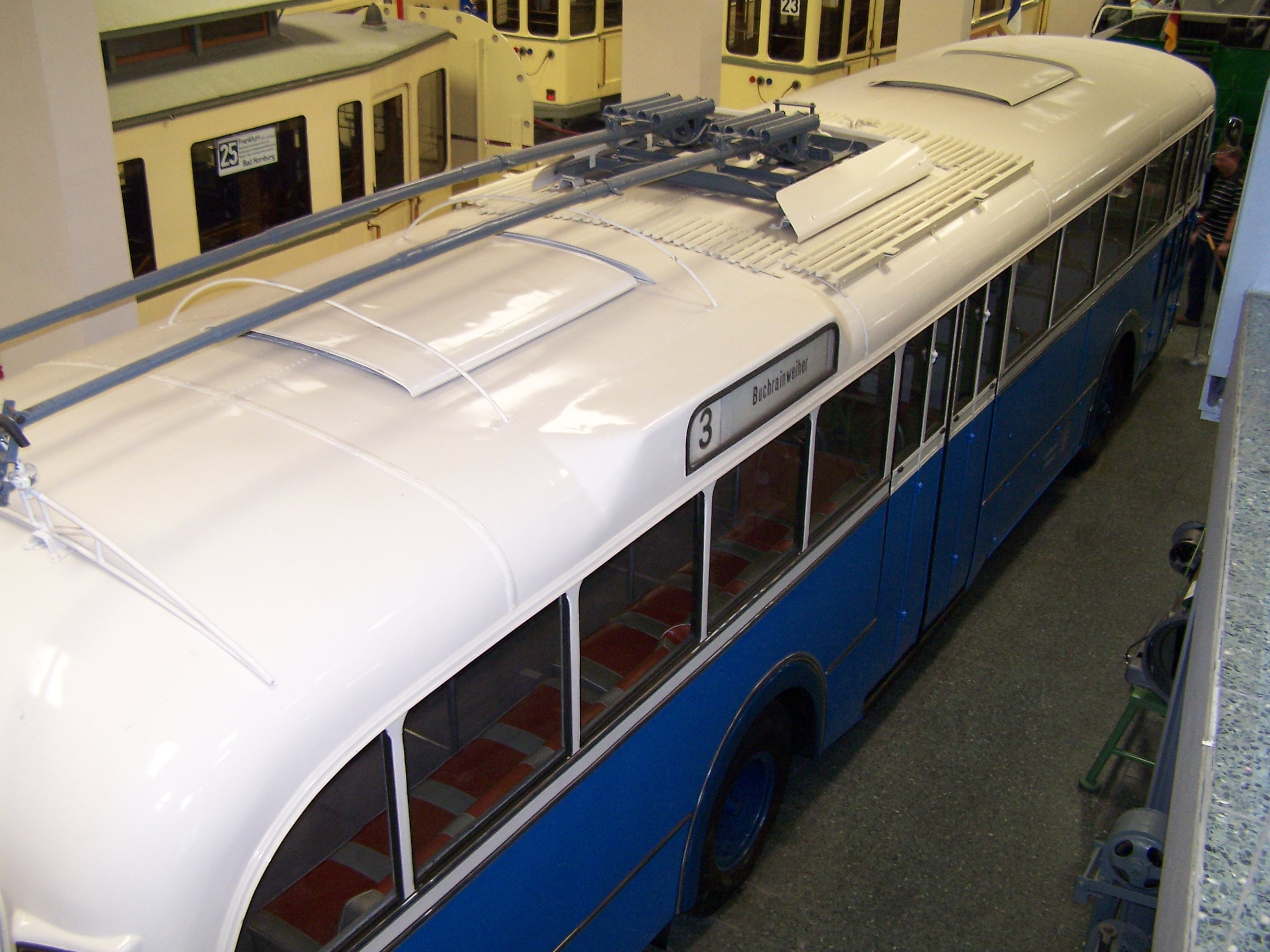
Bovenzicht van de museumbus

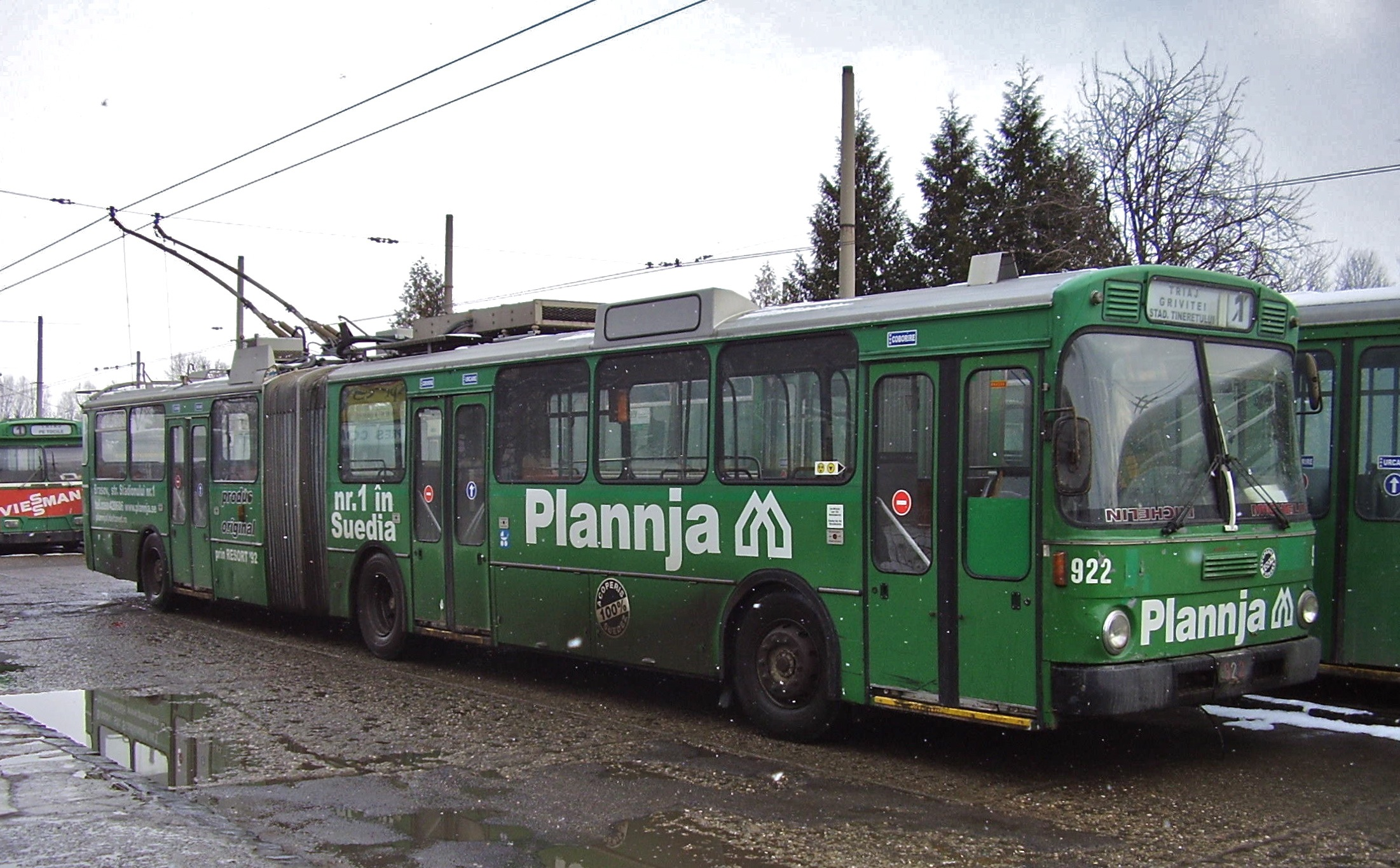
De voormalige trolleybus 137 in Bazelse kleurstelling in Brașov

Na de opheffing van het trolleybedrijf konden enkel de twee zo goed als nieuwe voertuigen 136 en 137 - die op dat ogenblik amper drie en twee jaar oud waren - verkocht worden aan het Bazelse openbaarvervoerbedrijf Basler Verkehrs-Betriebe (BVB). Beide gelede bussen werden op 2 april 1986 per spoor vervoerd en vanaf de herfst 1986 in Bazel ingezet. Van daar verhuisden zij in februari 2000 naar het trolleybusnet in het Roemeense Brașov. Bus 136 werd er begin 2005 uit dienst genomen en verschroot terwijl voertuig 137 als laatste trolleybus uit Kaiserslautern tot 2009 in dienst bleef. Voertuig 121 verhuisde voor de onderdelen naar de Mürztaler Verkehrs Gesellschaft in het Oostenrijkse Kapfenberg.
Aanvankelijk bleven negen andere voertuigen bewaard voor museale doeleinden. Daarvan bleven er zes van over en de drie andere werden verschroot. Vanaf het voorjaar 2002 is de voormalige bovenleidingswagen permanent uitgeleend aan het O-Bus Museum Solingen.